# 鉄道ジャーナル
『鉄道ジャーナル』（てつどうジャーナル、英: Railway Journal）は、東京都に本社を置く株式会社鉄道ジャーナル社（てつどうジャーナルしゃ）が編集・発行し、成美堂出版が発売していた日本の月刊鉄道趣味雑誌。1967年（昭和42年）創刊、2025年（令和7年）休刊。
本項では発行元の鉄道ジャーナル社についても記述する。創刊直後から鉄道ジャーナル社が編集・発行・発売を一貫して手がけたが、2010年1月刊行の2010年3月号（通巻521号）に発売業務を中堅出版会社の成美堂出版へ移行して雑誌コードも変更した。

## 概要
それまで発行されていた鉄道雑誌が、鉄道車両や鉄道模型を中心とした趣味的な視点から編集を行っているのに対し、「ジャーナル」の誌名どおり「鉄道の将来を考える専門情報誌」を標榜し、交通政策そのものを含めた社会事情や経済的・政治的な視点から鉄道を客観的に見る記事で構成されている。「列車追跡シリーズ」という列車の乗車レポート記事を看板に、鉄道の利用実態に関わる現状を詳細にレポートしている。その他、鉄道の現場をレポートする記事に関しても、他の鉄道雑誌に比べると積極的である。
鉄道のほかに航空機やバスなど、他の公共交通機関に関する記事もいち早く誌面に盛り込んだ点も画期的な取り組みであった。
京阪100年号事故に対する反省から鉄道ファンによる鉄道撮影への欲求の無闇な過熱を抑えたい、「鉄道を考える」ことを第一としたいという編集方針に拘り、読者からの要望の高い臨時列車のダイヤや撮影地紹介といった鉄道撮影情報をあえて掲載しないという編集方針を取っている。

## 歴史

### 創刊から1990年代まで
1967年の創刊号の表紙は国鉄EF90形電気機関車と長野電鉄0系電車（OSカー）である。当初は東亜企画が季刊誌として販売したが、同年発行の3号から鉄道記録映画社（現：鉄道ジャーナル社）に引き継がれ、同時に月刊化されている。創刊初期には、大学・高校の鉄道研究部有志が社外スタッフとして関わっている。その経験から自ら鉄道雑誌を立ち上げた者（『とれいん』の松本謙一・平井憲太郎、『レイルマガジン』『RM MODELS』の笹本健次）もいる。
SLブームの最中であった1970年代初期には、すでに特急列車やブルートレインを取り上げ、1970年代後半の「ブルトレブーム」を先取りしたその先見性は多くの読者の支持を得た。
1970年代後半に航空機やモータリゼーションが進展して鉄道利用者が減少すると、総合交通体系から鉄道の特性を見つけるべきとして、1980年1月号で特集「鉄道は航空機と共存できるか」を組み、表紙にボーイング747の写真を掲載した。同年10月号で路面電車特集を組んだ。1984年1月号で日本国有鉄道（国鉄）須田寬常務理事と日本航空(JAL)利光松男常務取締役（肩書は当時）が対談した。
1980年代からバスに関する情報も掲載する。1980年11月号で「鉄道と自動車」の特集を組み、和田由貴夫（現：ぽると出版社長、『バスラマ・インターナショナル』編集長）による長距離バスに関する記事を掲載。座談会「共存こそ鉄道とバスの生きる道」や、長野電鉄の電車とバスをともに掲載した。1985年1月号から、バスに関する「Bus Corner」の連載を開始し、毎号3ページをバス研究第一人者の鈴木文彦が手がける。『バスラマ・インターナショナル』などバス雑誌が刊行されていなかった時代は、バス趣味の情報収集に貴重な手段であった。連載当初は「鉄道雑誌にバスの特集は不要」と反対の意見も見られたが継続した。
1985年頃に国鉄分割民営化が社会問題化すると分割民営化に関する問題などを逐次伝え、JR発足後はJR各社の状況を特集した。JR発足直後から1990年代前半まではバブル景気などからJR各社の輸送人員が増加して「鉄道復権」を頻繁に特集するなど、編集方針は多くの読者から評価された。読者投稿欄「タブレット」で、JR東海初代社長の須田寛が一時期投稿へ回答した（詳細は須田寬#特記事項を参照）。
1980から1990年代は中国の鉄道に注力した。改革開放路線に転じた直後の1980年からほぼ毎年中国の鉄道ツアーを企画・主催して乗車リポートを当誌に数号に渡って掲載した。これを機に中国の他、ベトナム、ロシアのシベリア鉄道など周辺国の鉄道ツアーも、企画・主催する。

### 2000年代以降
2000年代に鉄道趣味的寄りな論調が増えた、2001年8月号における竹島社長兼編集長の歴史見解に関する騒動など、掲載内容や質が変化した。
同誌で長年ライターとして活動していた種村直樹による「レイルウェイ・レビュー」といったオピニオン記事や、マスコミによる鉄道記事を独自の視点で分析する「鉄道記事ざっくばらん」という記事があったが、いずれも2006年7月号で終了し、種村との契約を解除している。「読者論壇」コーナーも廃止された。2007年には編集長を専任者の宮原正和へ交代し、竹島は社長に専念した。
2010年代に、創刊来の「列車追跡」は車内取材が制限されて消滅し、読者投稿欄「タブレット」（由来は閉塞装置）も1980年代に比して投稿数が大幅に減少して2022年12月号限りで休載した。海外鉄道関係の記事に注力して「プラハ発欧州鉄道通信」を2024年現在毎号掲載し、2015年2月号でドイツの鉄道を特集している。

### 休刊
2025年3月号（1月21日発売）の誌上にて、同年4月21日発売の6月号（通巻704号）をもって休刊することを発表した。鉄道ジャーナル社はまいどなニュースの取材に対し、「現状を取り巻く出版状況の厳しさも一因」と回答している。
そして2025年4月21日発売の6月号（通巻704号）を持って鉄道ジャーナルは休刊となり1967年の創刊以来58年の歴史に幕を閉じた。

## 鉄道ジャーナル社
鉄道ジャーナル社は鉄道映像を記録することを目的に、1965年（昭和40年）、鉄道記録映画社として設立され、竹島紀元が代表取締役を務めた。のちに鉄道ジャーナルの出版を引き継ぎ、1970年（昭和45年）に誌名に合わせて会社名を鉄道ジャーナル社に変更する。2018年現在は『鉄道ジャーナル』誌および関連図書の編集と発行を主業務とする。
おもに鉄道旅行を扱う季刊誌『旅と鉄道』は刷新して2007年10月号に月刊誌となり、2009年1月10日発行2月号を最後に休刊した。2011年9月（11月号）に出版社を朝日新聞出版へ変えて復刊した。発売元は、2017年7月号から山と渓谷社、2024年8月号からイカロス出版、それぞれ変更した。編集長は鉄道ジャーナル社出身で株式会社天夢人代表の芦原伸で、天夢人は2024年4月にイカロス出版に吸収合併された。
2010年に販売業務を成美堂出版へ移管し、会社自体も同社の傘下となった。同時に代表取締役社長も創業者の竹島紀元が引退し、成美堂出版の代表取締役が兼務する。2015年12月現在は深見公子。